# سنت نینو
سنت نینو (گرجی: წმინდა ნინო; c. 280 – c. 332) قدیس مسیحی بود.